# Synagoge (Weisenheim am Berg)
Die Synagoge in der pfälzischen Ortsgemeinde Weisenheim am Berg (Rheinland-Pfalz) ist ein ehemaliges jüdisches Versammlungs- und Gotteshaus, das seit 1983 als Kulturdenkmal eingestuft ist und dessen Restaurierung im Jahr 1990 abgeschlossen wurde. Es wird heute für kulturelle Veranstaltungen genutzt.

## Geographische Lage
Die ehemalige Synagoge mit der Anschrift Hauptstraße 28a steht im Innenort auf einer Höhe von 227 m ü. NHN in zweiter Reihe. Sie wird über eine kurze Stichstraße erreicht, die nach Süden von der Hauptstraße abzweigt. Dem Gebäude südlich vorgelagert ist ein kleiner Platz, der zur öffentlichen Straßenfläche gehört.

## Gebäudebeschreibung

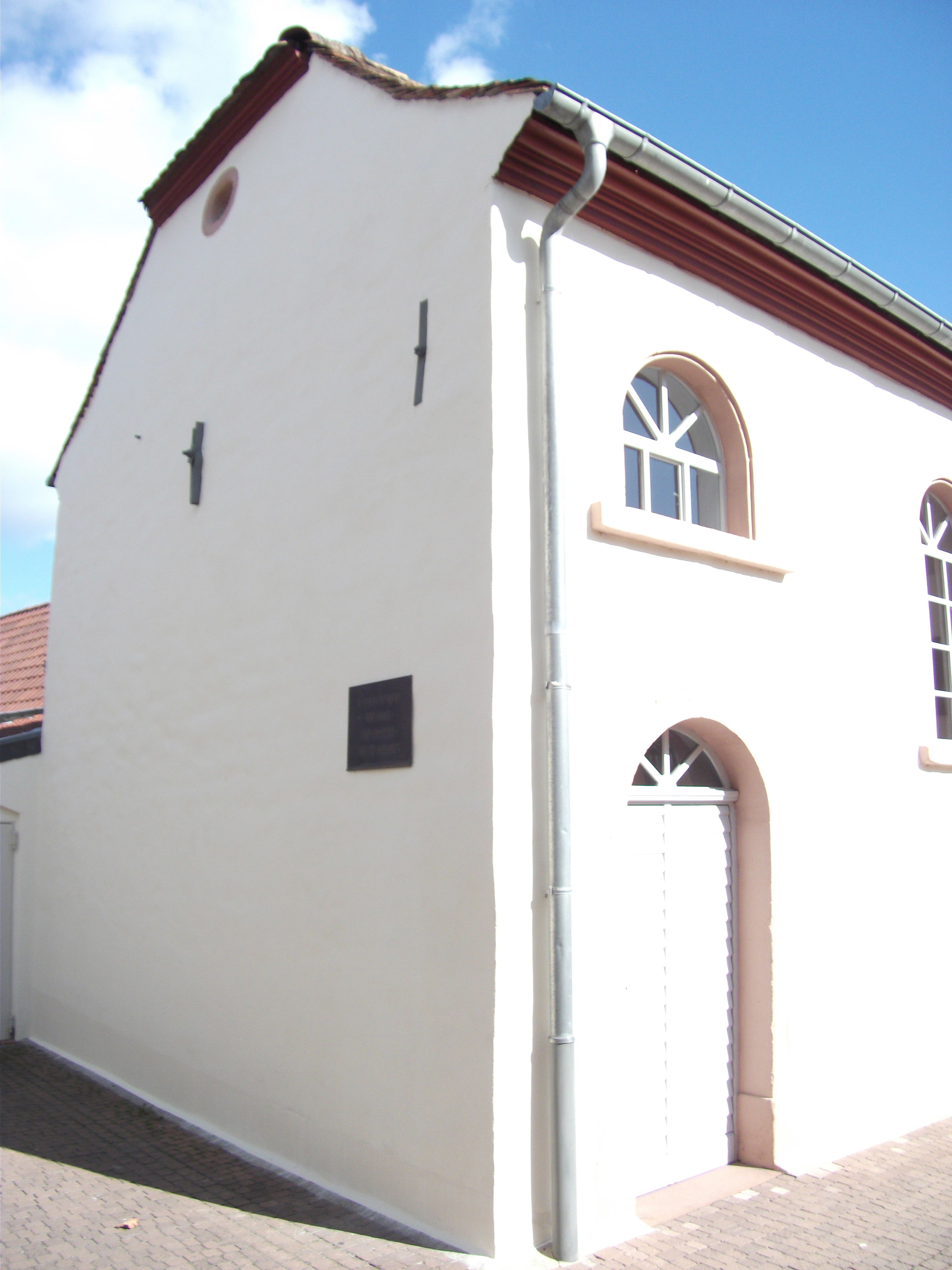
Eingang im Südwesten

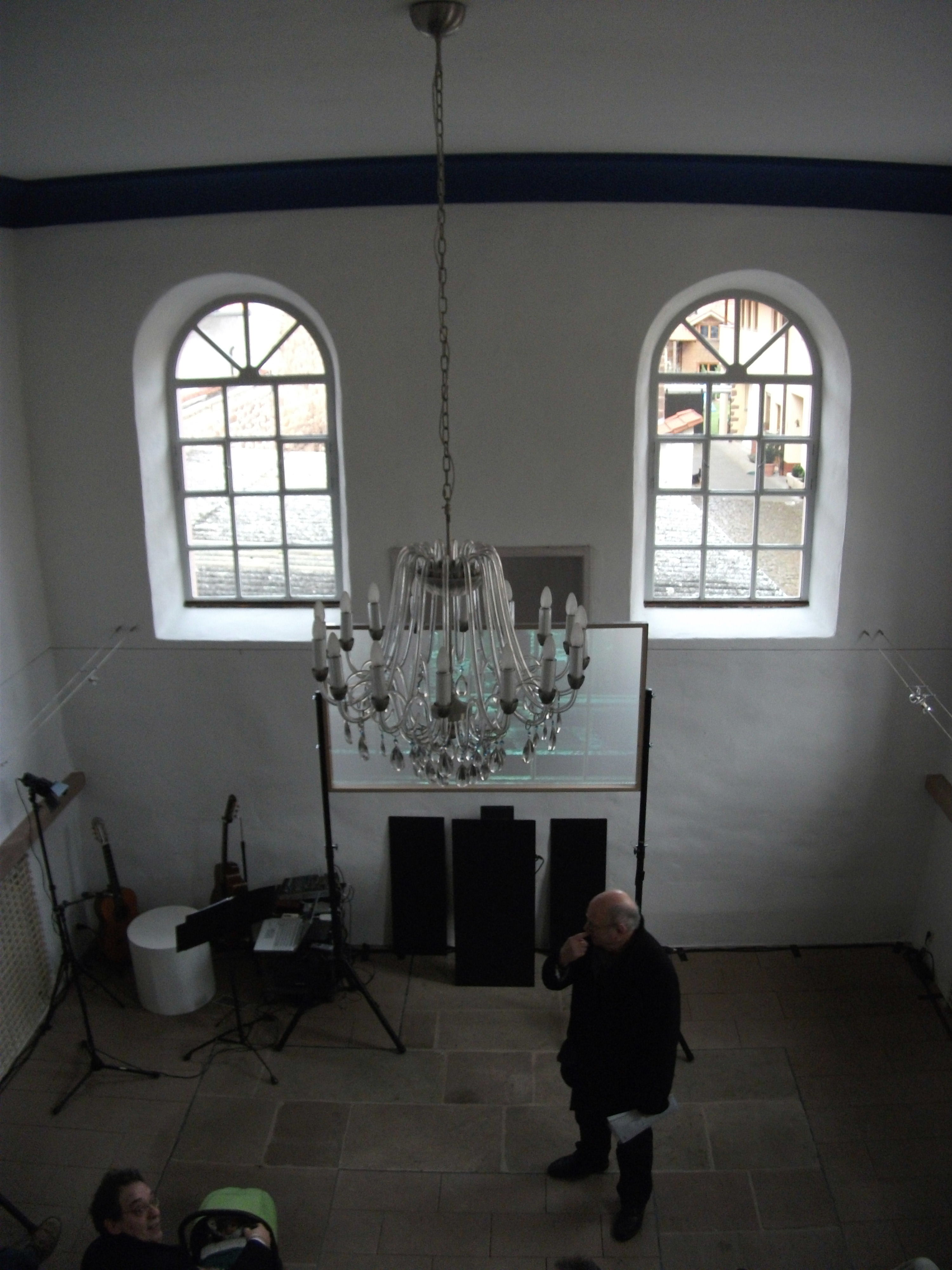
Ostwand von innen

Der Krüppelwalmdachbau mit rund zehn mal sieben Meter Grundfläche und einer Firsthöhe von etwa sieben Metern erstreckt sich von Osten (vorne) nach Westen (hinten). Er besitzt acht Rundbogenfenster, von denen je drei in der Längswand im Süden und Norden und zwei in der Ostwand angeordnet sind. Auch über der Eingangstür – an der Längsseite hinten rechts – sitzt ein Rundbogen; in ihn sind hebräische Schriftzeichen eingemeißelt. Sie lassen nachträgliche Korrekturen erkennen, die darauf hindeuten, dass der Steinmetz mit der hebräischen Schrift nicht vertraut war. Das weiß verputzte Gebäude trägt noch einen Teil Dachziegel aus der Erbauungszeit. Der Raum zwischen Innenraumdecke und Dach wird nicht genutzt.
Das Innere des Gebäudes ist in einen kleinen Vorraum hinten und einen großen Hauptraum gegliedert. Über dem Vorraum wird über eine linksgewendelte Holztreppe die für die Frauen bestimmte Empore erreicht, auf der etwa 20 Personen Platz finden. Der Hauptraum, der gegen 50 Personen fasst, ist teilweise noch mit den ursprünglichen Sandsteinplatten ausgelegt, deren Anordnung den Platz des ehemaligen Vorlesepults vor der Ostwand anzeigt. Mitten in dieser Wand befindet sich eine Nische, in die früher der Schrein für die Thorarollen eingepasst war. In Kopfhöhe verläuft an den beiden Längsseiten des Hauptraums jeweils ein Sims zum Aufstellen der zur Beleuchtung dienenden Kerzen. Ein breites Band von blauer Farbe füllt die Hohlkehle zwischen den Seitenwänden und der Decke; es spannt sich um den gesamten Innenraum und symbolisiert den Himmel.

## Geschichte
Der Bau der Synagoge wurde 1832 durch den bayerischen König Ludwig I. genehmigt. Sie wurde noch im selben Jahr errichtet und bis gegen Ende des 19. Jahrhunderts genutzt. Wegen rückläufiger Zahlen der Mitglieder der jüdischen Gemeinde konnte ab den 1890er Jahren nicht mehr regelmäßig Gottesdienst – bei dem mindestens zehn männliche Juden anwesend sein müssen – abgehalten werden. Deshalb wurde die Synagoge 1909 an eine örtliche Schreinerei veräußert und von dieser als Lagerraum verwendet. Diesem Umstand verdankt das Gebäude, dass es die Zeit des Nationalsozialismus unbeschadet überstanden hat. Im Laufe des 20. Jahrhunderts nahm allerdings die Reparaturbedürftigkeit zu.
1988 wurde der Förderkreis Ehemalige Synagoge Weisenheim am Berg als eingetragener Verein gegründet und als gemeinnützig eingestuft. Er kaufte das marode Gebäude und sanierte und restaurierte es in den Jahren 1989 und 1990 in Absprache mit der Denkmalpflege. Für sein langjähriges Engagement wurde der Förderkreis mit dem Bürgerpreis 2009 des Landkreises Bad Dürkheim ausgezeichnet; die Überreichung des Preises durch Landrätin Sabine Röhl († 2012) erfolgte am 13. Januar 2010.
In der Zeit der Restaurierungsarbeiten wurde auf dem Dachboden ein verborgenes Depot, eine sogenannte Geniza, entdeckt. Darin waren verbrauchte Thorawimpel, Fragmente von Handschriften und alte Gebetbücher rituell gelagert. Ein Teil der Fundstücke wurde in einer Vitrine zur Schau gestellt.
Seit dem Abschluss der Restaurierung wird das denkmalgeschützte Gebäude für kulturelle Zwecke genutzt.

## Veranstaltungen
In der ehemaligen Synagoge finden vielerlei Kulturveranstaltungen statt – beispielsweise Ausstellungen, Konzerte, Vorträge und Lesungen. Mindestens einmal im Jahr wird der Themenkreis Jüdisches Leben in Vergangenheit und Gegenwart behandelt. Seit 1997 werden im Gebäude jeweils am ersten Februarwochenende die Konzerte des Festivals Gitarre plus… – auch mit internationalen Künstlern – geboten, seit 2001 beteiligt sich der Förderkreis an den Weisenheimer Kulturtagen. Mehrmals wurden Veranstaltungen im Rahmen des Kultursommers durchgeführt, der jährlich landesweit stattfindet. Ab dem Jahr 2000 hat der Förderkreis sämtliche Veranstaltungen digital archiviert.